# سیارک ۲۵۸۲۲
سیارک ۲۵۸۲۲ (به انگلیسی: 25822 Carolinejune، نامگذاری:2000DH72)۲۵۸۲۲مین سیارک کشف شده‌است که در ۲۹ فوریه ۲۰۰۰ کشف شد.